# Квемо-Окрокана
Квемо-Окрокана (груз. ქვემო ოქროყანა, осет. Дæллаг Окрохъана) — село в Грузии, на территории Казбегского муниципалитета края (мхаре) Мцхета-Мтианети.

## География
Село находится в северо-восточной части Грузии, на левом берегу реки Терек, вблизи места впадения в него реки Мнаисидон, на расстоянии приблизительно 16 километров (по прямой) к юго-западу от посёлка городского типа Степанцминда, административного центра муниципалитета. Абсолютная высота — 2034 метра над уровнем моря.

## Население
По результатам официальной переписи населения 2014 года в Квемо-Окрокане проживал 1 человек. В национальной структуре населения грузины составляли 100 %.
| Год  | Население, человек |
| ---- | ------------------ |
| 2002 | 0                  |
| 2014 | ↗ 1                |